# Myotis siligorensis
Myotis siligorensis é uma espécie de morcego da família Vespertilionidae.
Ele pode ser encontrada nos países: Bangladesh, Butão, Camboja, China, Índia, Indonésia, Laos, Malásia, Nepal e Vietname.